# Peroxo-salétromsav
A peroxo-salétromsav instabil szervetlen vegyület, a nitrogén egyik oxosava, képlete HNO4.

## Előállítása
Előállítható tömény hidrogén-peroxid és vizes salétromsav reakciójával.
{\displaystyle \mathrm {HOOH+HONO_{2}\longrightarrow HOONO_{2}+H_{2}O} }
Másik laboratóriumi előállítási módja vízmentes hidrogén-peroxid (H2O2) és szilárd dinitrogén-pentoxid (N2O5), a salétromsav anhidridjének −80 °C-on végzett reakciója:
{\displaystyle \mathrm {N_{2}O_{5}+H_{2}O_{2}\longrightarrow NO_{2}(OOH)+HNO_{3}} }
Instabil volta miatt −30 °C feletti hőmérsékleten robbanásszerűen bomlik. Híg oldatban 20 °C hőmérsékleten egy ideig eltartható, de végül H2O2 és HNO3 keletkezése közben elbomlik. 5-ös pH felett a peroxo-nitrátion nitrit és oxigén keletkezése közben bomlik:
{\displaystyle \mathrm {NO_{4}^{-}\longrightarrow NO_{2}^{-}+O_{2}} }

## Előfordulása a természetben
A Föld légkörében az erős napsütés hatására – a nitrogén-dioxid (NO2) és HOO· gyök reakciójában – átmenetileg keletkezhet peroxo-salétromsav:
{\displaystyle \mathrm {HOO\cdot +NO_{2}\longrightarrow NO_{2}(OOH)} }
Instabil volta miatt azonban elbomlik, többek között visszaalakulhat a fenti reakció kiindulási anyagaivá.

## Fordítás
- Ez a szócikk részben vagy egészben  a   Peroxynitric acid című angol Wikipédia-szócikk ezen változatának fordításán alapul.  Az eredeti cikk szerkesztőit annak laptörténete sorolja fel. Ez a jelzés csupán a megfogalmazás eredetét és a szerzői jogokat jelzi, nem szolgál a cikkben szereplő információk forrásmegjelöléseként.
- Ez a szócikk részben vagy egészben  a   Peroxosalpetersäure című német Wikipédia-szócikk ezen változatának fordításán alapul.  Az eredeti cikk szerkesztőit annak laptörténete sorolja fel. Ez a jelzés csupán a megfogalmazás eredetét és a szerzői jogokat jelzi, nem szolgál a cikkben szereplő információk forrásmegjelöléseként.